# Законик владара Липит-Иштар
Законик владара Липит-Иштар донет је око 1300. године пре нове ере, након што је, услед историјских дешавања, Трећа династија Ура нестајала и слабила, на историјску и правну сцену ступио је аморитски град Исина у пределу јужне Месопотамије. Законик је донет од стране петог по реду владара Прве династије Исине – Липит-Иштар, по коме овај законик и носи име. Писан је сумерским језиком на каменим стелама, димензија од око 27,94cm које су приликом проналажења тешко оштећене, а на којима су сачувана два фрагмента, уз претпоставку да се ради о оригиналном тексту. Управо град Нипур представља извориште највећег броја проналска везаних за овај законик, у коме се и налазила надалеко чувена писарска школа Старог вавилонског царства. До данас, сачуван је пролог и епилог законика, заједно са око 37 његових прописа.
Данас се неки од доступних остатка чувају у University of Pennsylvania Museum of Archaeology and Anthropology.